# Archiaphyosemion guineense
Archiaphyosemion guineense е вид лъчеперка от семейство Nothobranchiidae. Видът е незастрашен от изчезване.

## Разпространение
Разпространен е в Гвинея, Либерия и Сиера Леоне.

## Описание
На дължина достигат до 7 cm.